# 捷克斯洛伐克共產黨
捷克斯洛伐克共產黨，简称捷共（KSČ），是1921年—1992年存在于捷克斯洛伐克的一个共产主义政党。1990年，捷共在捷克和斯洛伐克的组织分别组成捷克和摩拉维亚共产党与民主左翼党。1991年8月，捷共改名为捷克和摩拉维亚共产党与民主左翼党联盟；12月14日，民主左翼党退出联盟。1992年4月7日，该党正式解散。

## 历史

### 1921年—1945年
1921年5月16日，博胡米尔·什麦拉尔领导的捷克斯洛伐克社会民主工党左翼建立捷克斯洛伐克共產黨。它是第二次世界大战前捷克斯洛伐克第一共和国的主要政党之一，但从未加入政府。
1939年捷克斯洛伐克被纳粹德国占领后，捷克斯洛伐克共產黨的许多领导人逃往苏联，在那里他们为在战后建立社会主义政权奠定了基础。尤利乌斯·伏契克等少数捷共领导人则留在捷克斯洛伐克，秘密从事抵抗运动，其中不少人因此被捕牺牲。1948年，在苏联的支持下，捷克斯洛伐克共產黨透過二月事件進而掌权。此后它效仿苏联共产党建立了其党组织和章程。

### 1945年—1969年
从1945年开始，捷克斯洛伐克共產黨与其他党派组成联合政府。1948年以后，自由选举和其它政治自由实际上被取消，国家政权由民族阵线掌握，而捷克斯洛伐克共產黨则占民族阵线议会席位的2/3，另外的1/3由五个其他政党分享。实际上捷克斯洛伐克共產黨独自控制着捷克斯洛伐克的政权，而其它民族阵线内的党派仅起辅助作用。通过将共产党党员设立在政府的所有关键位置上实际上整个捷克斯洛伐克的政府直接受共产党控制。
對於捷克斯洛伐克要在什么程度上遵循苏联的模型的问题上，使总统克莱门特·哥特瓦尔德和捷共总书记鲁道夫·斯兰斯基之间爆发争议。1951年，斯兰斯基和其他一些捷共领导人被以“参加托洛茨基、铁托和犹太复国主义阴谋”的罪名被捕。1952年，他们在一次作秀公审中被判处死刑后被处决。
1960年代初，捷克斯洛伐克经济下降。1968年，以亞歷山大·杜布切克为首的捷克斯洛伐克共產黨“改革派”掌权。杜布切克进行的改革被称为布拉格之春，其宗旨是建立“带有人性面孔的社会主义”。
这个自由化运动使得苏联感到不安。1968年8月21日苏联执行勃列日涅夫主义入侵捷克斯洛伐克。

### 1969年—1992年
1969年4月，杜布切克被撤销捷共中央总书记职务（古斯塔夫·胡萨克继任），1970年被革除党籍。在此后的时间里胡萨克领导的共产党里温和派和强硬派联合组成其领导机构。

#### 温和派或务实派
温和派或务实派有时也被称为“保守派”。他们的代表人是古斯塔夫·胡萨克，意识形态是胡萨克主义。作为一个温和派人物胡萨克曾经受强硬派的迫害。从1943年至1950年胡萨克是一名重要的共产党领导人，但是1951年在斯大林大清洗的过程中以“资产阶级民族主义”为名被捕，并被判三年徒刑（后来改为终身徒刑）。1960年他被释放，1963年被平反，此后拒绝在诺沃提尼政府中任职。布拉格之春期间他出任副总理。1969年4月杜布切克辞职后被任命为捷克斯洛伐克共產黨第一书记。1975年7月被任命为共和国主席。总的来说，胡萨克是布拉格之春的一个幸存者，他学会了屈服於強硬派背後的蘇共勢力。1969年后他迫害杜布切克。
温和派总的来说支持1960年代末杜布切克的改革，但是在苏联入侵后他们转变了立场，此后他们在经济和反对派问题上比较灵活。

#### 强硬派
强硬派反对经济核算、政治改革，支持对反对派进行镇压。

#### 解散
1989年天鵝絨革命后，捷克斯洛伐克共產黨依然存在。其官方缩写被改为。1990年，捷共在斯洛伐克和捷克的组织分别组成民主左翼党和捷克和摩拉维亚共产党。1991年8月，捷共改名为捷克和摩拉维亚共产党与民主左翼党联盟；12月14日，民主左翼党退出联盟。1992年4月7日，联盟正式解散。

### 被清算
1993年7月，捷克议会通过《关于共产党政权的非法性及针对该党的抵抗法案》，宣布捷克斯洛伐克共產黨为一个“犯罪的和可鄙的组织”。
2020年11月4日，斯洛伐克议会通过了一项法律修正案，宣布1948年—1990年执政的捷克斯洛伐克共产党以及在斯洛伐克的共产党分部是犯罪组织，因为共产党执政期间曾镇压公民社会和限制民众自由。

### 1995年成立的新党
1995年一些前捷克斯洛伐克共產黨党员建立了一个新的捷克斯洛伐克共產黨。其党章目的在于重建1948年至1989年的捷克斯洛伐克政府。这个党派非常小，至今为止没有任何党员在选举中當选（该党官方网站，捷克语 （页面存档备份，存于））。

## 历任领袖（1945年—1989年）
捷克斯洛伐克共產黨領導人在1945至1989年作為捷克斯洛伐克的实权最高领导人。直到末任拉吉斯拉夫·阿达麦茨在任期间，权力因修宪而丧失，使总统因而成为实权国家领导人。
從1921年—1945年捷克斯洛伐克共產黨最高領導人的稱號為總書記（Generální Tajemník），從1945年—1953年稱主席（Předseda），從1953年—1971年稱第一書記（První Tajemník），從1971年—1988年又稱總書記，從1988年—1989年又稱主席。
| # | 姓名                | 肖像 | 任期始於       | 任期終於       |
| - | ------------------- | ---- | -------------- | -------------- |
| 1 | 克莱门特·哥特瓦尔德 |      | 1945年4月      | 1953年3月14日  |
| 2 | 安东宁·诺沃提尼     |      | 1953年3月14日  | 1968年1月5日   |
| 3 | 亚历山大·杜布切克   |      | 1968年1月5日   | 1969年4月17日  |
| 4 | 古斯塔夫·胡萨克     |      | 1969年4月17日  | 1987年12月17日 |
| 5 | 米洛什·雅克什       |      | 1987年12月17日 | 1989年11月24日 |
| 6 | 卡雷尔·乌尔班内克   |      | 1989年11月24日 | 1989年12月20日 |
| 7 | 拉吉斯拉夫·阿达麦茨 |      | 1989年12月20日 | 1990年6月      |

## 组织

### 国家级
捷克斯洛伐克共產黨是根据列宁民主集中制的概念建立的。每层的党领导人均是选举而出的，但是每层必须完全服从上级的领导。因此党章和政策由最高级制定，上级的决定对于下级组织和每个党员都是无条件的。理论上政策要在党的会议和发行物中进行讨论，但实际上这些政策是由一小批最高党领导人制定的。
- 捷克斯洛伐克共產黨的最高机构是党代表大会，一般每五年开一次，每次开会约一周。一个例外是第14次党代表大会。这次大会是1968年8月在杜布切克领导下举行的，这次半秘密性的会议是在一个拖拉机厂中举行的。开会的同日也是苏联入侵的开始。大会谴责苏联入侵。后来这次会议被定为非法，其决议被从党的档案中剔除。另一次“合法”的第14次党代会于1971年5月召开。第15次于1976年4月、第16次于1981年4月、第17次于1986年3月举行。理论上党代会做出基本的政策决定，实际上决策的是中央委员会主席团。代表大会仅仅听取和批准党领导的报告和决议。根据党章党代会有决定党的内政和外交政策、批准党的政策和决议、选举中央委员会和中央监察和监督委员会以及讨论和批准其报告的权利。
- 在两次代表大会召开之间捷克斯洛伐克共產黨的中央委员会负责领导党的活动和执行总的政策决定。根据党章中央委员会还是捷克斯洛伐克共產黨控制政府机构、民族战线和所有文化和职业组织的机构。这些机构领导阶层中的党员在执行捷克斯洛伐克共產黨的政策时直接对中央委员会负责。此外中央委员会监督所有重要政府和党的职位的任命，选举党报的总编辑。中央委员会一般由党和政府领导人、高级军官以及一些杰出的公民组成。
- 中央委员会与党代会一样一般只不过是批准捷克斯洛伐克共產黨中央委员会主席团的决议。唯一的例外是在1968年主席团内部爆发权力斗争后中央委员会在解决争议，支持杜布切克的过程中起了关键作用。一般来说中央委员会投票的结果已经被定好了，因此中央委员会的会议和投票本身意义不大。主席团是由中央委员会选举而出的。实际上其成员是由高级党领导人决定的。1986年时它有11名成员和六名候补委员。
- 中央委员会秘书处是党的最高管理机构和其控制机构的神经中枢。秘书处监督主席团决定的执行，控制党内的提升和降职，指挥党内和政府的工作。在胡萨克时期秘书处和主席团的组成相当稳定。许多秘书同时也是主席团成员。
- 中央监督和检查委员会有双重作用：它监督党内纪律和检查党的财政，但是它不控制所有事物。这个委员会常常使用其权力来革除“不良”党员的党籍。比如1970年代初和末的大清肃就是它指挥的。其成员由党代会选举而出（1986年有45名成员）。这些成员从自己的行列中选举一名主席、一名副主席和一个小的主席团。委员会在共和国、地方和县级有下级组织。
- 1987年捷克斯洛伐克共產黨还有人民监督委员会、农业与食品委员会、经济委员会、意识形态委员会和青年委员会。
- 1987年捷克斯洛伐克共產黨还有18个局，这些局一班人与政府部门的机构相应，其作用在于监督政府机构的活动来保证其活动与捷克斯洛伐克共產黨的标准和决议相符合。
- 在中央委员会直接监督下还有两个党的培训中心：政治高校和马列主义研究所。

### 共和国级
在斯洛伐克社会主义共和国有一个斯洛伐克共产党。该党是在第二次世界大战中产生的。1948年捷共夺权后，该党并入捷共，成为捷共在斯洛伐克的地区组织。1960年代的改革扩大了斯洛伐克共产党的自主权。1968年苏联入侵和1971年原来通过的关于改革的党代会决议被撤销后，它受到打压，但是在形式上它依然存在。

### 地区级
捷克斯洛伐克共產黨有10个地方分组织（七个在捷克，三个在斯洛伐克），这个分化与行政地区的分化一样。布拉格和布拉迪斯拉发由于其党员数量太多了与其它地区同一级别。地方党代会选举地方委员会，地方委员会选举地方秘书长和秘书，以及地方监督和检查委员会。
地区组织又分共114个县级组织。县党代会每两至三年同时召开。县党代会选举县委员会，从中选举县秘书处和县秘书长。

### 地方级
在地方级上捷克斯洛伐克共產黨在每个至少有五名党员的工作单位均有组织。理论上地方级的最高机关是每个月的党员会晤。参加党员会晤是每个党员必须的义务。每个小组选举其自己的组长和一至多名秘书，并选举参加高一级的党代会的代表。

## 党员
从其1948年掌权后捷克斯洛伐克共產黨是共产党世界中党员比例最高的共产党之一（国内11%的人是党员）。党内的思想家谴责这个数字导致党内有许多不活跃分子、机会主义分子、甚至“反革命”分子。1948年至1950年和1969年至1971年间这个指责被用来在党内进行大规模的清肃。在第一次（斯大林大清洗）中近一百万党员被撤销党籍。在布拉格之春和此后的苏联入侵之后的清洗中约五十万人被撤销党籍。1968年后的清肃尤其在捷克打击了党内的青年、蓝领工人和知识分子。因此1970年代尤其在年轻人和工人阶级中发展党员。在1980年代里党员的发展主要是针对政治和职业上教育良好的人来执行党的政策。1986年在第17次党代会上党领导人要求征集更多的工人、年轻人和妇女。
党籍未满一年的党员被称为候选党员，候选党员没有选举和被选举权。要想进入党的领导人阶层也需要一个候选过程。被看作将要获得领导责任的党员要进行集中的培训。

### 党员培训
党的地区和县级组织的基本任务在于对党员的训练和教育。党员培训大多数是在这些级别进行的。地区和县级组织与地方组织合作设立训练项目，以及决定哪些党员被送培训。从1949年这个系统建立到1989年它基本上没有任何变化。县和市级组织每周均有马列主义基础、共产主义历史、社会主义经济以及党的内政和外交政策的班。
被选中要获得干部地位的党员在当地或者在更高级的党校受培训。最高级的培训中心是位于布拉格的政治高校。这个高校培训的是党的最高领导人物，其学年为三年，官方它的地位与大学一样。据说它拥有东欧最好的政治科学课程。这些机构直接受中央委员会领导。

### 党员的社会成分
由于捷克斯洛伐克共產黨自认为是一个工人党，因此其成员的背景尤其微妙。捷克斯洛伐克共產黨往往不愿精确地揭示其成员的来源。党内到底有多少党员属于革命无产阶级是一个非常敏感的问题。官方资料显然扩张党内工人的比例。但总的趋势是可以认出的。捷克斯洛伐克共產黨党内工人成分最高的是第二次世界大战后（当时约60%的成员是工人）。此后工人的成分不断下降。到1970年其成分下降到约1/4。1970年代初官方媒体承认党内存在“巨大的不平衡”，“党员的成分和社会结构与党作为工人阶级的代表的角色不一致。”比如在工业化程度非常高的中波希米亚只有1/35的工人是党员，相反的1/5的管理人员是党员。1976年，经过强烈地在工人中征集党员党内的工人成分达到了1/3，即1962年的水平。1980年代里出于“强烈”经济发展的需要党放松了它首先征集工人的目标，在工人成分不下降的前提下允许其地区和县委员会在征集党员时灵活行动。
党员的平均年龄显示类似的趋势。1960年代末30%以下的党员在35岁以下，近20%超过60岁，约半数在46岁或其上。1970年代中和末捷克斯洛伐克共產黨试图吸引年轻人入党，一个方法是征募党员的孩子。捷克斯洛伐克共產黨相学校学生以及其父母的单位发信，鼓励年轻人入党。1980年代初约1/3的党员在35岁以下。1983年党的“领导干部”的平均年龄依然在50岁左右。

### 1970年代—1980年代党员缺乏积极性
在整个1970和1980年代官方媒体不断批评捷克斯洛伐克共產黨党员缺乏追求党的政策和目标的积极性。批评的原因包括党员不愿在庆祝场合上在其宿舍窗口挂旗、参加义务劳动、参加会议或者交党费。相当多的党员在报告其收入时提供不正确的数据。1970年在党内1/3的党员被开除党籍后剩下的党员中有半数不参加会议。约1/3的党员设法不参加党的活动。1983年布拉格西区的党组织的活动如此少以至于这个组织被解散，其党员被分散到其它组织中去。这个不积极性的部分原因是因为捷克斯洛伐克完全受苏联的控制，缺乏政治和经济的自主权。它也反映出了清洗的目标。那些被开除的往往是思想上非常积极的，对于这些人来说一个有人情味的社会主义是一个重要的目标。而那些机会主义的党员则比较容易逃避清洗。

## 党作为统治阶层
不论其党员成分，实际上捷克斯洛伐克共產黨是一个统治阶层。有政治才华的人可以在这个阶层中获得巨大的政治灵活性。尽管工人仅占其党员的小部分，但是许多党员（约一半至三分之二）的确是从工人开始的。许多干部显然来自工人阶级。
一些政策提高了党员的社会灵活性。首先是第二次世界大战后进行的国有化过程。许多政治活跃的工人获得了管理职务。周期性的清洗使得政治上流线型的人物取代不流线型的。捷克斯洛伐克共產黨为其党员提供的众多培训也为其灵活性提供了重要的途径，此外党员在被大学和高校接受时有优先权。尤其工人和农民的孩子在政策上获得优待。
捷克斯洛伐克共產黨党员获得一系列优惠，包括可以进入专门的商店、旅馆、医院，获得好的宿舍，他们获得外出学习和旅游签证的机会比一般人高。非党员在工作单位里受提拔的机会有限。捷克斯洛伐克共產黨掌权后许多知识分子进入该党是该党内工人成分降低的原因之一。在1980年代里大多数管理人员、公共设施的经理人员和大学教授都是党员。

## 歷任最高领导人
1921年至1945年捷克斯洛伐克共產黨最高领导人的称号为总书记，1945年至1953年称主席，1953年至1971年称第一书记，1971年至1989年又称总书记，1989年至1990年又称主席。
- 1921年－1922年：瓦茨拉夫·什图尔克
- 1922年－1924年：阿洛伊斯·穆纳
- 1924年－1925年：约瑟夫·哈肯（英语：Josef Haken）
- 1925年－1929年：博胡米尔·耶利克（英语：Bohumil Jílek）
- 1929年－1953年3月14日：克莱门特·哥特瓦尔德（成為執政黨後的首任領導人）
- 1953年3月14日－1968年1月5日：安东宁·诺沃提尼
- 1968年1月5日－1969年4月17日：亞歷山大·杜布切克
- 1969年4月17日－1987年12月17日：古斯塔夫·胡萨克
- 1987年12月17日－1989年11月24日：米洛什·雅克什
- 1989年11月24日－1989年12月20日：卡雷尔·乌尔班内克
- 1989年12月20日－1990年6月：拉吉斯拉夫·阿达麦茨

## 中央政治局

### 一大（1923年）
- 委员：Edmund Burian、Břetislav Hůla ( ve funkci od 1.3.1923, kdy nahradil Alise Neuratha)、Karel Kreibich (místopředseda)、阿洛伊斯·穆纳(předseda výkonného výboru)、Alois Neurath、Josef Skalák、Bohumír Šmeral、安托宁·萨波托斯基
- 候补委员：

### 二大（1924年）
- 委员：Jan Doležal、Josef Hais、Josef Haken、阿洛伊斯·穆纳、Alois Neurath、Ernö Seidler (ve funkci do 28.2.1925)、Viktor Stern、Bohumír Šmeral、Julius Verčík (ve funkci od 28.2.1925)
- 候补委员：

### 三大（1925年）
- 委员：克莱门特·哥特瓦尔德、Josef Hais、Josef Haken、Jan Harus、Bohumil Jílek、Alois Neurath (ve funkci do 12.10.1926)、Viktor Stern、Bohumír Šmeral、安托宁·萨波托斯基
- 候补委员：

### 四大（1927年）
- 委员：Václav Bolen、Filip Dobrovolný、克莱门特·哥特瓦尔德、Josef Hais、Josef Haken、Jan Harus、Bohumil Jílek、Karel Kreibich、Viktor Stern、Bohumír Šmeral、安托宁·萨波托斯基
- 候补委员：

### 五大（1929年）
- 委员：欧根·弗里德、克莱门特·哥特瓦尔德、约瑟夫·古特曼、Josef Haken、Josef Hrubý、Čeněk Hruška、Artur Melzer、Pavel Reimann、鲁道夫·斯兰斯基、Jaroslav Stulík、Otto Synek、Jan Šverma、安托宁·萨波托斯基
- 候补委员：Ivan Balega、Evžen Farkaš、Evžen Klinger、布鲁诺·科列尔、Josef Šťastný、Marie Švábová (Švermová)

1929年4月21日
- 委员：欧根·弗里德、克莱门特·哥特瓦尔德、Josef Haken、Josef Hrubý、Čeněk Hruška、Josef Krosnář、Artur Melzer、Karla Pfeiferová、Jaroslav Stulík (30.9.1929 byl z politbyra vyloučen, nahradil jej Bruno Köhler)、Josef Svoboda、Otto Synek、Jan Šverma、安托宁·萨波托斯基
- 候补委员：Ivan Balega、Evžen Farkaš、约瑟夫·古特曼、Evžen Klinger (24.5.1930)、布鲁诺·科列尔、Pavel Reimann、鲁道夫·斯兰斯基、Josef Šťastný (6.10.1930)、Marie Švábová (Švermová)

### 六大（1931年）
- 委员：欧根·弗里德、克莱门特·哥特瓦尔德、约瑟夫·古特曼、Josef Haken、Čeněk Hruška、布鲁诺·科列尔、Josef Krosnář、鲁道夫·斯兰斯基、Jan Šverma、安托宁·萨波托斯基
- 候补委员：Rudolf Appelt、Alexandr Bubeníček、Jan Harus、Emanuel Klíma、瓦茨拉夫·柯别茨基、Pavel Reimann、Viliam Široký

### 七大（1936年）
- 委员：Rudolf Appelt、František Bílek、克莱门特·哥特瓦尔德、布鲁诺·科列尔、瓦茨拉夫·柯别茨基、Robert Korb、Josef Krosnář、鲁道夫·斯兰斯基、Jan Šverma、Rudolf Vetiška、安托宁·萨波托斯基
- 候补委员：

### 八大（1946年）
- 主席：克莱门特·哥特瓦尔德
- 委员：Václav David、亚罗米尔·杜兰斯基、Josef Frank、克莱门特·哥特瓦尔德、Gustav Kliment、瓦茨拉夫·柯别茨基、Ladislav Kopřiva、Josef Krosnář、Zdeněk Nejedlý、Václav Nosek、鲁道夫·斯兰斯基、约瑟夫·斯姆尔科夫斯基、玛丽·斯维尔莫娃、安托宁·萨波托斯基
- 候补委员：

### 九大（1949年）
- 主席：克莱门特·哥特瓦尔德
- 委员：Gustav Bareš (do ledna 1952)、Štefan Bašťovanský (do ledna 1952)、Václav David、亚罗米尔·杜兰斯基、Július Ďuriš、Evžen Erban Evžen (do ledna 1952)、兹德涅克·费林格、Josef Frank (do ledna 1952)、克莱门特·哥特瓦尔德 (zemřel 14.3.1953)、Ludmila Jankovcová、Oldřich John (do září 1953)、Augustin Kliment (zemřel 22.10.1953)、瓦茨拉夫·柯别茨基、Ladislav Kopřiva、Josef Krosnář、Zdeněk Nejedlý、Václav Nosek、鲁道夫·斯兰斯基(do 6.12.1951)、约瑟夫·斯姆尔科夫斯基 (do 26.6.1951)、威廉·西罗基、玛丽·斯维尔莫娃(do 21.2.1951)、安托宁·萨波托斯基
- 候补委员：

### 十大（1954年）
- 委员：卡罗尔·巴齐莱克、鲁道夫·巴拉克、阿列克谢·切皮奇卡(do 20. 4.1956)、亚罗米尔·杜兰斯基、兹德涅克·费林格、瓦茨拉夫·柯别茨基、安东宁·诺沃提尼、威廉·西罗基、安托宁·萨波托斯基 (zemřel 13. 11.1957)
- 候补委员：

### 十一大（1958年）
- 委员：卡罗尔·巴齐莱克、鲁道夫·巴拉克（do 6.2.1962）、帕维尔·戴维、亚罗米尔·杜兰斯基、兹德涅克·费林格、伊日·亨德里赫、瓦茨拉夫·柯别茨基（zemřel 5.8.1961）、安东宁·诺沃提尼、奥塔卡尔·西穆涅克、威廉·西罗基
- 候补委员：扬·赫利娜、卢德米拉·杨柯夫卓娃、鲁道夫·斯特雷哈伊（zemřel 28.7.1962）

### 十二大（1962年）
- 委员：卡罗尔·巴齐莱克 (do 3. 4. 1963)、亚罗米尔·杜兰斯基、兹德涅克·费林格、伊日·亨德里赫、德拉戈米尔·科尔德尔、约瑟夫·列纳尔特、安东宁·诺沃提尼、奥塔卡尔·西穆涅克、威廉·西罗基 (do 20.9.1963)
- 候补委员：

### 十三大（1966年）
- 委员：欧德里希·切尔尼克、亚罗米尔·杜兰斯基 (do 4.4.1968)、亚历山大·杜布切克(od 5. 1. 1968 první tajemník ÚV KSČ)、伊日·亨德里赫(do 4.4.1968)、米哈尔·胡吉克(do 4.4.1968)、德拉戈米尔·科尔德尔、博胡斯拉夫·拉什托维奇卡(do 4.4.1968)、约瑟夫·列纳尔特(do 4.4.1968)、安东宁·诺沃提尼(do 4.4.1968)、奥塔卡尔·西穆涅克(do 4.4.1968)
- 候补委员：

1968年
- 委员：亚历山大·杜布切克、约瑟夫·斯姆尔科夫斯基、欧德里希·切尔尼克、约瑟夫·什帕切克、扬·皮列尔、瓦西里·比拉克、弗兰季舍克·克里格尔、博胡米尔·西蒙、弗兰季舍克·巴尔比雷克 、德拉戈米尔·科尔德尔
- 候补委员：

### 十四大（1971年）
- 委员：瓦西尔·比拉克、彼得·科洛特卡、卡雷尔·霍夫曼、古斯塔夫·胡萨克、阿洛伊斯·英德拉、安托宁·卡佩克、约瑟夫·凯姆普尼、约瑟夫·科尔恰克、约瑟夫·列纳尔特、卢德维克·斯沃博达、卢博米尔•什特劳加尔
- 候补委员：米罗斯拉夫·赫卢西柯维奇、瓦茨拉夫·胡拉 (do 3.7.1975)、Jan Baryl (zvolen 3.7.1975)

### 十五大（1976年）
- 委员：瓦西尔·比拉克、彼得·科洛特卡、卡雷尔·霍夫曼、古斯塔夫·胡萨克、瓦茨拉夫·胡拉、阿洛伊斯·英德拉、安托宁·卡佩克、约瑟夫·凯姆普尼、约瑟夫·科尔恰克、约瑟夫·列纳尔特、卢博米尔•什特劳加尔
- 候补委员：Jan Baryl (zemřel 21.11.1977)、米罗斯拉夫·赫卢西柯维奇、米洛什·雅克什 (od 1.12.1977)

### 十六大（1981年）
- 委员：古斯塔夫·胡萨克、瓦西尔·比拉克、彼得·科洛特卡、卡雷尔·霍夫曼、瓦茨拉夫·胡拉、阿洛伊斯·英德拉、安托宁·卡佩克、约瑟夫·凯姆普尼、约瑟夫·科尔恰克、约瑟夫·列纳尔特、卢博米尔•什特劳加尔、米洛什·雅克什
- 候补委员：米罗斯拉夫·赫卢西柯维奇、扬·弗依基克 (zvolen na zasedání ÚV 24. – 25.11.1982)、约瑟夫·哈曼 (zvolen na zasedání ÚV 24. – 25.11.1982)

### 十七大（1986年）
- 委员：瓦西尔·比拉克、彼得·科洛特卡(do 11. 11. 1988)、卡雷尔·霍夫曼、古斯塔夫·胡萨克、阿洛伊斯·英德拉、米洛什·雅克什、安托宁·卡佩克 (do 9. 4. 1988)、约瑟夫·凯姆普尼、约瑟夫·科尔恰克、约瑟夫·列纳尔特、卢博米尔•什特劳加尔 (do 11. 11. 1988)
- 候补委员：扬·弗依基克 (od 9. 4. 1988 člen předsednictva)、约瑟夫·哈曼、弗拉基米尔·赫尔曼、米罗斯拉夫·赫卢西柯维奇、伊格纳兹·雅纳克(od 9. 4. 1988 člen předsednictva)、弗朗齐歇克·皮特拉 (od 11. 11. 1988 člen předsednictva)

1987年
- 委员：
- 候补委员：

## 中央书记处

### 一大（1923年）
- 书记：

### 二大（1924年）
- 书记：

### 三大（1925年）
- 书记：Josef Haken、Bohumil Jílek Bohumil、Alois Neurath (ve funkci do 12.10.1926)、安托宁·萨波托斯基

### 四大（1927年）
- 书记：Václav Bolen、Josef Haken、Bohumil Jílek、Viktor Stern、安托宁·萨波托斯基

### 五大（1929年）
- 书记：Evžen Fried、克莱门特·哥特瓦尔德、Artur Melzer、Jan Šverma、安托宁·萨波托斯基

### 六大（1931年）
- 书记：Jana Švermy、鲁道夫·斯兰斯基

### 七大（1936年）
- 书记：克莱门特·哥特瓦尔德、瓦茨拉夫·柯别茨基、布鲁诺·科列尔、威廉·西罗基

### 八大（1946年）
- 总书记：鲁道夫·斯兰斯基
- 书记：

### 九大（1949年）
- 总书记：鲁道夫·斯兰斯基
- 书记：Bareš Gustav、Bašťovanský Štefan、Frank Josef、克莱门特·哥特瓦尔德、Kopřiva Ladislav / do května 1950 /、鲁道夫·斯兰斯基、Švermová Marie / do 21.2.1951

### 十大（1954年）
- 书记：Hendrych Jiří、布鲁诺·科列尔、弗拉迪斯拉夫·克鲁蒂纳（do 13.10.1955 a znovu od 15.6.1956）、安东宁·诺沃提尼, první tajemník ÚV KSČ、Pašek Václav

### 十一大（1958年）
- 第一书记：安东宁·诺沃提尼
- 书记：欧德里希·切尔尼克 (do 7. 7.1960)、伊日·亨德里赫、弗拉基米尔·考茨基、布鲁诺·科列尔、弗拉迪斯拉夫·克鲁蒂纳 (do 22.6.1961)

### 十二大（1962年）
- 第一书记：安东宁·诺沃提尼
- 书记：Hendrych Jiří、德拉戈米尔·科尔德尔、Koucký Vladimír、Köhler Bruno / do 30.4.1963 /、Krček Antonín、Slavík Václav / do 3.4.1963 /、Zupka František

### 十三大（1966年）
- 第一书记：安东宁·诺沃提尼
- 书记：亚历山大·杜布切克、切斯米尔·齐萨日 (do 31.8.1968)、阿洛伊斯·英德拉、德拉戈米尔·科尔德尔 (do 31.8.1968)、约瑟夫·勒纳尔特、兹德涅克·姆林纳日 (do 16.11.1968)、斯特凡·萨多夫斯基(do 31.8.1968)、Václav Slavík、奥德里奇·沃列尼克 (do 31.8.1968)

1968年1月
- 第一书记：亚历山大·杜布切克
- 书记：斯特凡·萨多夫斯基、亚历山大·杜布切克、切斯米尔·齐萨日、兹德涅克·姆林纳日、Václav Slavík

### 十四大（1971年）
- 第一书记：古斯塔夫·胡萨克
- 书记：古斯塔夫·胡萨克、瓦西尔·比拉克、扬·弗依基克、米罗斯拉夫·赫卢西柯维奇 (do 8.12.1972)、阿洛伊斯·英德拉 - uvolněn pro funkci předsedy FS、约瑟夫·凯姆普尼、Jozef Lenárt、Miroslav Moc (uvolněn na zasedání ÚV KSČ 6.-7.10.1975)、František Oldřich、Oldřich Švestka、Václav Svoboda (zvolen 3.12.1971; zemřel 1.2.1973)、Jan Baryl (zvolen 21.3.1973)、Josef Havlín (zvolen 7.10.1975)

### 十五大（1976年）
- 第一书记：古斯塔夫·胡萨克
- 书记：古斯塔夫·胡萨克、瓦西尔·比拉克、约瑟夫·凯姆普尼、Jan Baryl (zemřel 21.11.1977)、扬·弗依基克、Josef Havlín、Marie Kabrhelová、Čestmír Lovětínský (do 17.3.1978)、Jindřich Poledník、Oldřich Švestka、米洛什·雅克什(od 1.12.1977)、Mikuláš Beňo (od 1.12.1977)、约瑟夫·哈曼 (od 16.3.1978)

### 十六大（1981年）
- 第一书记：古斯塔夫·胡萨克
- 书记：古斯塔夫·胡萨克、瓦西尔·比拉克、米洛什·雅克什、约瑟夫·凯姆普尼 (do 11.6.1981)、Mikuláš Beňo、扬·弗依基克、约瑟夫·哈曼、Josef Havlín、Jindřich Poledník、Marie Kabrhelová、Oldřich Švestka (zemřel 8.6.1983)、弗朗齐歇克·皮特拉(zvolen na zasedání ÚV 11.6.1981)、Zdeněk Hoření (zvolen na zasedání ÚV 2. – 3. 10. 1984)

### 十七大（1986年）
- 书记：Mikuláš Beňo、瓦西尔·比拉克、扬·弗依基克 (od 9. 4. 1988 člen předsednictva)、约瑟夫·哈曼 (do 9. 4. 1988)、Josef Havlín (do 9. 4. 1988)、Zdeněk Hoření、古斯塔夫·胡萨克、米洛什·雅克什、Marie Kabrhelová、弗朗齐歇克·皮特拉(od 11. 11. 1988 člen předsednictva)、Jindřich Poledník (do 9. 4. 1988)

1987年
- 总书记：米洛什·雅克什
- 书记：